# Talkin' New York
Talkin' New York är den andra låten på Bob Dylans debutalbum Bob Dylan 1962. Den beskriver hans känsla när han anländer till New York och vägen till ett skivkontrakt.
"Talkin' New York" är ett perfekt exempel på hur Dylan blivit influerad av Woody Guthrie med både komik och sarkasm i texten och sedan ett munspelsriff i slutet på varje vers. Raden "A lot of people don't have much food on their table/But they got a lot of forks n' knives/And they gotta cut somethin'" har ofta blivit citerad när man visar exempel på Dylans tidiga låtskrivarförmågor.